# Tomáš Paprstka
Tomáš Paprstka (né le 1er mars 1992) est un coureur cycliste tchèque spécialisé dans la pratique du cyclo-cross, membre de l'équipe Remerx Cycling Team Kolín.

## Palmarès en cyclo-cross
- 2009-2010
  -  Champion du monde de cyclo-cross juniors
  - 3e du championnat de République tchèque de cyclo-cross juniors
- 2012-2013
  - Toi Toi Cup #7, Louny
  - Cyclo-cross de Stadl-Paura
- 2013-2014
  - Toi Toi Cup #3, Milovice
  - Toi Toi Cup #6, Kolín
- 2014-2015
  - 3e du Classement Général de la Toi Toi Cup
- 2015-2016
  - Classement général de la Toi Toi Cup
    - Toi Toi Cup #2, Hlinsko
    - Toi Toi Cup #3, Milovice
    - Toi Toi Cup #6, Hole Vrchy

  - Cyclo-cross International Podbrezová
- 2016-2017
  - Classement général de la Toi Toi Cup
    - Toi Toi Cup #2, Mladá Boleslav
    - Toi Toi Cup #3, Holé Vrchy

  - 2e du championnat de République tchèque de cyclo-cross
- 2017-2018
  - Classement général de la Toi Toi Cup
    - Toi Toi Cup #2, Jabkenice
    - Toi Toi Cup #3, Hlinsko
    - Toi Toi Cup #4, Holé Vrchy

  - Cyclocross Rakova, Raková
  - Cyclocross International Podbrezová, Podbrezová
- 2018-2019
  - Grand Prix Trnava, Trnava
  - Toi Toi Cup #6, Jabkenice
  - 2e de la Toi Toi Cup
  - 2e du championnat de République tchèque de cyclo-cross
- 2019-2020
  - 3e de la Toi Toi Cup
- 2020-2021
  - 2e du championnat de République tchèque de cyclo-cross
- 2021-2022
  - 3e de la Toi Toi Cup

## Palmarès en V.T.T

### Championnats du Monde
- Mont Saint-Anne 2010
  -  Médaillé de bronze du relais mixte

### Championnats d'Europe
- Haïfa 2010
  -  Médaillé de bronze du relais mixte

### Championnats de République tchèque
- 2012
  -  Champion de République tchèque de cross-country espoirs

## Récompenses
- Sportif junior tchèque de l'année (en) : 2010